# Rengas Abang
Rengas Abang is een bestuurslaag in het regentschap Ogan Komering Ilir van de provincie Zuid-Sumatra, Indonesië. Rengas Abang telt 723 inwoners (volkstelling 2010).